# Baharabad
Baharabad è un comune dell'Azerbaigian situato nel distretto di Beyləqan. Conta una popolazione di 741 abitanti.